# Windsor-ház
A Windsor-ház német származású család, az Egyesült Királyság és a nemzetközösségi monarchiák uralkodóháza. 1917. július 17-én királyi rendelettel alapította meg V. György brit király, amikor saját és családja német nemesi címeiről lemondott és elhagyta a Szász–Coburg–Gothai-ház megnevezést. Erre azért került sor, mert az első világháború alatt igen heves németellenes érzések uralkodtak Nagy-Britanniában és V. György jobbnak látta, ha megszakítja a kapcsolatot a német rokonsággal. Jelenlegi feje III. Károly brit király.

## Megalapítása
VII. Eduárd és fia, V. György a német Szász-Coburg-Gothai-ház tagjai voltak annak következtében, hogy Viktória királynő férje Albert szász–coburg–gothai herceg volt.  Azonban az egész Brit Birodalomban mély ellenszenv uralkodott a németekkel szemben az első világháború kitörése után, amely 1917 márciusában érte el tetőpontját. Ekkor a Gotha G.IV bombázó repülőgép, amely elsőként volt képes átrepülni a La Manche csatornát, megkezdte London bombázását. A repülőgép neve, Gotha közvetlenül összecsengett a királyi család nevével, mivel a német Gotha városban állították elő. A bombázás megkezdésével szinte egyidőben került sor V. György unokatestvére, II. Miklós orosz cár lemondására (1917. március 15.), amely megmutatta, hogy az európai uralkodóházak milyen válságos helyzetbe kerültek a háború alatt. A királyt és családját végül meggyőzték tanácsadói, hogy a közhangulat javítása érdekében mondjanak le minden olyan nemesi címről, amely a Német Birodalomhoz kötötte őket. 1917. július 17-én adta ki V. György az erről szóló királyi rendeletet.

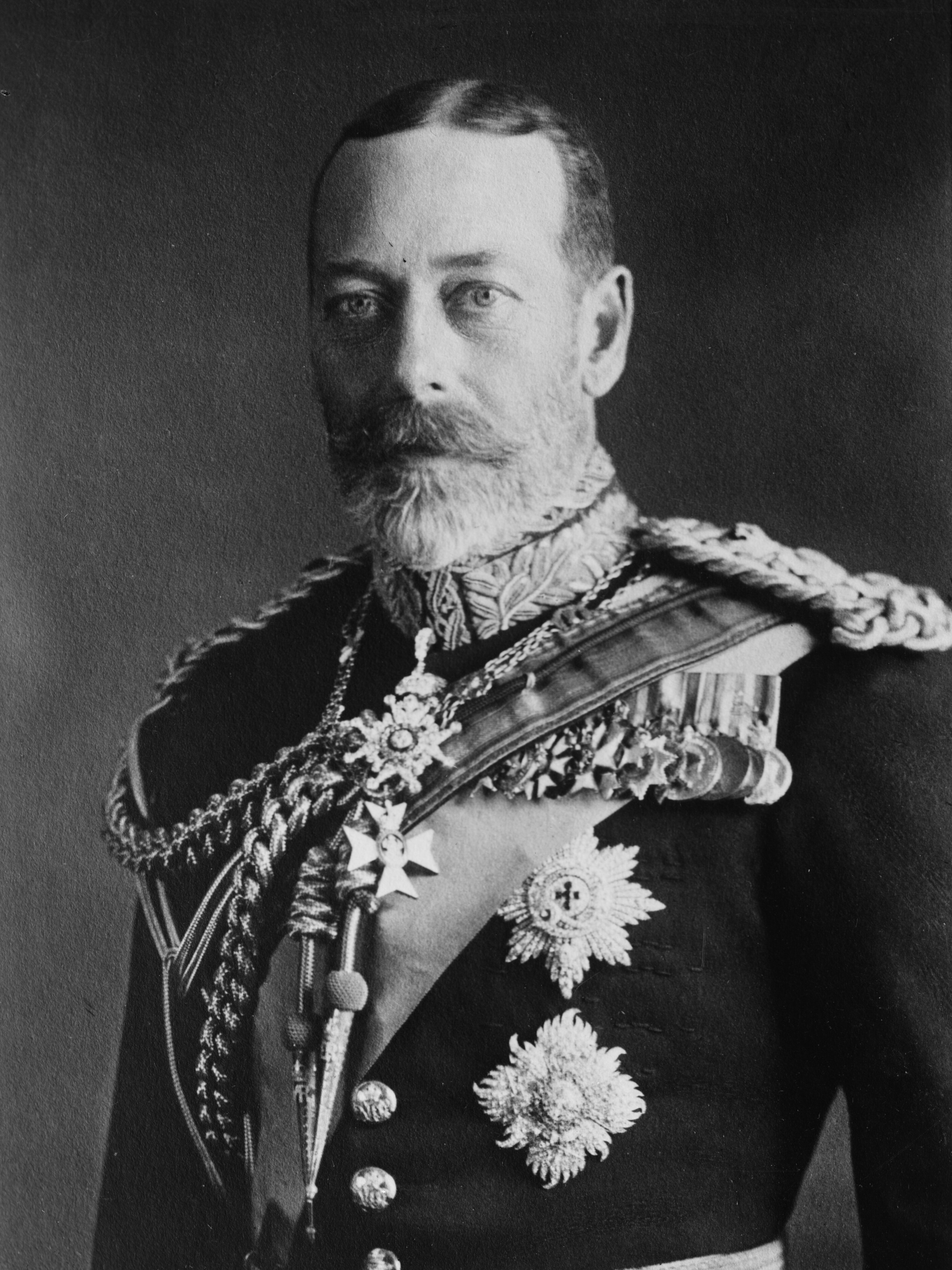
V. György brit király, a Windsor-ház alapítója 1923-ban

Amikor másik unokatestvére, II. Vilmos hírét vette, hogy V. György megváltoztatta a királyi ház nevét, viccesen ezt mondta: szívesen megtekintené Shakespeare komédiáját, a Szász-coburg-gothai víg nőket.
Az uralkodóház új neve a brit királyi család egyik kedvenc rezidenciájából, a windsori kastély nevéből ered, és a kastély kerek tornya szerepel a királyi család jelvényén is.
Szintén 1917-ben történt, hogy Lajos Sándor battenbergi herceg felvette a Mountbatten nevet, amely a német nemesi cím angol fordítása.  Lajos herceg volt II. Erzsébet férjének, Fülöp edinburgh-i hercegnek a nagyapja.
1917 és 1919 között, a Windsor-ház megalapításának utolsó aktusaként, V. György megfosztotta 15 német rokonát – akik közül a legtöbb a Hannover-ház tagja volt – brit nemesi címeiktől (amit azok és leszármazottaik a mai napig vitatnak).

## Története
Az Act of Settlement előírásai szerint közvetlen leszármazó hiányában nem anglikán protestáns rokon is trónra léphet.  Ez azzal a következménnyel járt, hogy 1714-ben a Stuart-házi Anna brit királynő halálakor a trónöröklési lista 52. helyén álló, angolul nem tudó Georg Guelph hannoveri választófejedelem örökölte a trónt I. György néven.  Így lett a dinasztia neve Hannover-ház.
A második német ág Viktória királynő, aki Eduárd kenti herceg (III. György egyik fia) és Viktória szász–coburg–saalfeldi hercegnő házasságából született, botrányt okozva azzal, hogy német bába működött közre születésénél.  Miután véletlenek, váratlan halálok következtében 1837-ben trónra lépett, egy év múlva férjhez ment távoli rokonához, az ugyancsak Szász–Coburg család gothai ágából származó Albert herceghez.  Az esküvő után a királyi család hivatalos neve is Szász–Coburg–Gothai-ház lett.
Viktória királynő első gyermeke, Viktória (1840) férjhez ment Frigyes Vilmos porosz koronaherceghez (1858), közös gyermekük a későbbi II. Vilmos német császár. Viktória unokája és a későbbi VII. Eduárd fia, Albert Viktor, Clarence hercege 1891. december 3-án eljegyezte Teck Mária Viktóriát,  Ferenc tecki herceg és Mária Adelheid cambridge-i hercegnő lányát.  Mária Viktória hercegnő vőlegénye gyors halála (1892. január 8.) után nem sokkal feleségül ment vőlegénye öccséhez, a későbbi V. Györgyhöz. Az I. világháború kitörésekor az angol király, német nagyapa utódja, német származású feleséggel unokatestvérének, a német császárnak üzent hadat 1914. augusztus 4-én.
Angliában németellenes hisztéria tört ki. A királyi család német szobalányát, Elsét hazaküldték, még a király kedvenc német tacskójával sem mutatkozhatott. Unokatestvére, Viktória férjét, a fiatalon angol állampolgárságot, és 1912-ben a legmagasabb haditengerészeti rangot (First Sea Lord) elnyerő Lajos Sándor battenbergi herceget el kellett távolítania tisztségéből. A németellenes hisztériához hozzájárult az is, hogy 1917 márciusában egy Gotha G.IV német hadirepülő bombázta először Londont.
H. G. Wells angol író 1917 májusában írt cikket arról, hogy a Szász–Coburg–Gotha–Hannoveri család válasszon az európai rokonság és a brit nép között. A királyi ház új nevére a megoldást a király magántitkára, Arthur Bigge, Stamfordham ura találta meg: Windsor-ház. Itt született 1312-ben a „windsorinak” is nevezett III. Eduárd, itt élt Egbert angolszász király (802-839), Hódító Vilmos építette erődítménnyé, itt született a Magna Carta Libertatum és alapította meg az itt született III. Eduárd a térdszalagrendet. A Kipling által „windsori özvegynek” nevezett Viktória is a kastély parkjában van eltemetve. Így jött létre királyi proklamációval 1917. július 17-én a House of Windsor. Még abban az évben a német nevű, származású angol nemesi családok is nevet változtattak. Így lett Ludwig Battenbergből (Fülöp edinburgh-i herceg nagyapjából) Mountbatten Lajos Sándor, Von Teck herceg Cambridge őrgrófja, testvére Athlone grófja. A parlament pedig a német oldalon szolgálók angol címeit visszavonta, így Braunschweig hercege elvesztette Cumberland hercege, Szász–Coburg–Gotha hercege pedig Albany hercege címét.

## Windsor-Mountbatten
1947-ben Erzsébet brit királyi hercegnő feleségül ment Fülöp görög herceghez.  A szokás ilyenkor azt követelte volna, hogy a pár utódai a férj családnevét kapják (ez történt Viktória királynő és Albert szász–coburg–gothai herceg utódai esetén is).  Fülöp herceg a német Schleswig–Holstein–Sonderburg–Glücksburg-ház tagja volt, amely az Oldenburg-ház oldalága, a család tagjai Görögország, Dánia és Norvégia uralkodói voltak.  Azonban Erzsébet hercegnő, tekintettel a Windsor-ház történetére, nem akarta, hogy a királyi család a három évtizeddel korábbi nehézségekkel nézzen szembe.  Ezért Fülöp herceg még az esküvő előtt lemondott minden német nemesi címéről és felvette a Mountbatten nevet, amelyet még nagyapja vett fel 1917-ben a Battenberg helyett (Battenberg egy kisváros Hessen tartományban).  Fülöp herceget ezt követően megtették Edinburgh hercegének.  A második világháború után uralkodó németellenes érzéseket jól illusztrálja, hogy Fülöp nem hívhatta meg német rokonait, köztük három nővérét, a november 20-án megtartott esküvőre.
1952. április 9-én, koronázására készülődve Erzsébet kihirdette, hogy saját maga és gyermekei továbbra is a Windsor-ház tagjai lesznek és leszármazottai is a Windsor nevet viselik:
"It is my Will and Pleasure that I and My children shall be styled and known as the House and Family of Windsor, and that my descendants who marry and their descendants, shall bear the name of Windsor."
A döntésben nagy szerepe volt Mária anyakirálynénak és Winston Churchill miniszterelnöknek, akik ellenezték a Windsor-ház megváltoztatását.
1960. február 8-án, Mária királyné halála és Churchill lemondása után, a királynő kihirdette szándékát, hogy saját maga és gyermekei továbbra is a Windsor nevet viselik, csakúgy mint férfiági leszármazottai, akik brit királyi hercegnek számítanak. Azonban II. Erzsébet azt is meghatározta, hogy a család azon tagjai, akik a fenti meghatározásnak nem felelnek meg – vagyis nem a királynő egyenes ági leszármazottai férfiágon – ezt követően a Mountbatten-Windsor családnevet viseljék.

## A Windsor-ház tagjai
Az 1917-es királyi proklamáció alapján a Windsor nevet Viktória királynő és Albert herceg férfiági leszármazottai viselhetik, kivéve azokat a lányutódokat, akik más családba házasodnak (és az esküvő után felveszik férjük címét).
1919 elején Viktória királynő férfiági élő leszármazottai, akik a brit korona fennhatósága alá tartoztak, a következők voltak: V. György uralkodó és öt fia, lánya Mária brit királyi hercegnő, V. György nővére, Viktória brit királyi hercegnő, nagybátyja Artúr connaughti és strathearni herceg, első unokatestvére Artúr connaughti herceg, második unokatestvére Alastair connaughti herceg, illetve unokanővére, Patrícia connaughti hercegnő. Alastair herceg és Viktória hercegnő gyermekek nélkül haltak meg, Mária hercegnő a Lascelles családba házasodott be és elvesztette a Windsor nevet, Patrícia hercegnő pedig Alexander Ramsayhoz ment feleségül. Egyik Artúr hercegnek sem születtek gyermekei, vagyis a Windsor-ház jelenlegi tagjai V. György fiainak leszármazottai.
V. György két fia, VIII. Eduárd (később Windsor hercege) és János herceg, gyermekek nélkül haltak meg, vagyis a Windsor-ház jelenlegi tagjai mind V. György három másik fiának : Albert yorki hercegnek (később VI. György), Henrik gloucesteri hercegnek és György kenti hercegnek a leszármazottai.
2011. januári állapot szerint a királyi család lent felsorolt tagjai közül ketten már elhunytak: Margit hercegnő, snowdoni grófné és Vilmos gloucesteri herceg. A család tagjai közül heten római katolikus vallásúak (a táblázatban őket „RK” jelöli), és az 1701-es örökösödési törvény (Act of Settlement) értelmében ki vannak zárva a trónöröklésből. A maradék 45 családtag a trónöröklési sorrendben van felsorolva:
- V. György férfiági leszármazottai
- II. Erzsébet és Fülöp herceg közvetlen leszármazottai
- II. Erzsébet férfiági leszármazottai
- A Windsor-ház egyéb tagjai

| Generációk száma V. György után          | Helye a trónöröklési sorrendben | Neve                                     | Születési (és halálozási) ideje és kora              | Kép |
| ---------------------------------------- | ------------------------------- | ---------------------------------------- | ---------------------------------------------------- | --- |
| VI. György leszármazottai                |                                 |                                          |                                                      |     |
| 2                                        | Elhunyt                         | II. Erzsébet brit királynő               | 1926. április 21. – 2022. szeptember 8. (96 évesen)  |     |
| 3                                        | Uralkodó                        | III. Károly brit király                  | 1948. november 14. (76 éves)                         |     |
| 4                                        | 1                               | Vilmos walesi herceg                     | 1982. június 21. (42 éves)                           |     |
| 5                                        | 2                               | György brit királyi herceg               | 2013. július 22. (11 éves)                           |     |
| 5                                        | 3                               | Sarolta brit királyi hercegnő            | 2015. május 2. (10 éves)                             |     |
| 5                                        | 4                               | Lajos brit királyi herceg                | 2018. április 23. (7 éves)                           |     |
| 4                                        | 5                               | Henrik sussexi herceg                    | 1984. szeptember 15. (40 éves)                       |     |
| 5                                        | 6                               | Archie brit királyi herceg               | 2019. május 6. (6 éves)                              |     |
| 5                                        | 7                               | Lilibet brit királyi hercegnő            | 2021. június 4. (3 éves)                             |     |
| 3                                        | 8                               | András yorki herceg                      | 1960. február 19. (65 éves)                          |     |
| 4                                        | 9                               | Beatrix brit királyi hercegnő            | 1988. augusztus 8. (36 éves)                         |     |
| 5                                        | 10                              | Sienna Mapelli Mozzi                     | 2021. szeptember 18. (3 éves)                        |     |
| 5                                        | 11                              | Athena Mapelli Mozzi                     | 2025. január 22. (0 éves)                            |     |
| 4                                        | 12                              | Eugénia brit királyi hercegnő            | 1990. március 23. (35 éves)                          |     |
| 5                                        | 13                              | August Brooksbank                        | 2021. február 9. (4 éves)                            |     |
| 3                                        | 14                              | Eduárd edinburgh-i herceg                | 1964. március 10. (61 éves)                          |     |
| 4                                        | 15                              | Jakab wessexi gróf                       | 2007. december 17. (17 éves)                         |     |
| 4                                        | 16                              | Lady Louise Windsor                      | 2003. november 8. (21 éves)                          |     |
| 3                                        | 17                              | Anna brit királyi hercegnő               | 1950. augusztus 15. (74 éves)                        |     |
| 4                                        | 18                              | Peter Phillips                           | 1977. november 15. (47 éves)                         |     |
| 5                                        | 19                              | Savannah Phillips                        | 2010. december 29. (14 éves)                         |     |
| 5                                        | 20                              | Isla Phillips                            | 2012. március 29. (13 éves)                          |     |
| 4                                        | 21                              | Zara Tindall                             | 1981. május 15. (44 éves)                            |     |
| 5                                        | 22                              | Mia Tindall                              | 2014. január 17. (11 éves)                           |     |
| 5                                        | 23                              | Lena Tindall                             | 2018. június 18. (6 éves)                            |     |
| 5                                        | 24                              | Lucas Tindall                            | 2021. március 21. (4 éves)                           |     |
| 2                                        | elhunyt                         | Margit hercegnő, snowdoni grófné         | 1930. augusztus 21. – 2002. február 9. (71 évesen)   |     |
| 3                                        | 25                              | David Armstrong-Jones, Snowdon 2. grófja | 1961. november 3. (63 éves)                          |     |
| 4                                        | 26                              | Charles Armstrong-Jones, Linley algrófja | 1999. július 1. (25 éves)                            |     |
| 4                                        | 27                              | Lady Margarita Armstrong-Jones           | 2002. május 14. (23 éves)                            |     |
| 3                                        | 28                              | Lady Sarah Chatto                        | 1964. május 1. (61 éves)                             |     |
| 4                                        | 29                              | Samuel Chatto                            | 1996. július 28. (28 éves)                           |     |
| 4                                        | 30                              | Arthur Chatto                            | 1999. február 5. (26 éves)                           |     |
| Henrik gloucesteri herceg leszármazottai |                                 |                                          |                                                      |     |
| 2                                        | elhunyt                         | Vilmos gloucesteri herceg                | 1941. december 18. – 1972. augusztus 28. (30 évesen) |     |
| 2                                        | 31                              | Richárd gloucesteri herceg               | 1944. augusztus 26. (80 éves)                        |     |
| 3                                        | 32                              | Windsor Sándor ulsteri gróf              | 1974. október 24. (50 éves)                          |     |
| 4                                        | 33                              | Xan Windsor, Culloden bárója             | 2007. március 12. (18 éves)                          |     |
| 4                                        | 34                              | Lady Cosima Windsor                      | 2010. május 20. (15 éves)                            |     |
| 3                                        | 35                              | Lady Davina Windsor                      | 1977. november 19. (47 éves)                         |     |
| 4                                        | 36                              | Senna Lewis                              | 2010. június 30. (14 éves)                           |     |
| 4                                        | 37                              | Tāne Lewis                               | 2012. június 25. (12 éves)                           |     |
| 3                                        | 38                              | Lady Rose Gilman                         | 1980. március 1. (45 éves)                           |     |
| 4                                        | 39                              | Lyla Gilman                              | 2010. július 1. (14 éves)                            |     |
| 4                                        | 40                              | Rufus Gilman                             | 2012. november 2. (12 éves)                          |     |
| György kenti herceg leszármazottai       |                                 |                                          |                                                      |     |
| 2                                        | 41                              | Eduárd kenti herceg                      | 1935. október 9. (89 éves)                           |     |
| 3                                        | 42                              | George Windsor, St Andrews grófja        | 1962. május 26. (63 éves)                            |     |
| 4                                        | RK                              | Edward Windsor, Downpatrick bárója       | 1988. december 2. (36 éves)                          |     |
| 4                                        | RK                              | Lady Marina Charlotte Windsor            | 1992. szeptember 30. (32 éves)                       |     |
| 4                                        | 43                              | Lady Amelia Windsor                      | 1995. augusztus 24. (29 éves)                        |     |
| 3                                        | RK                              | Lord Nicholas Windsor                    | 1970. június 25. (54 éves)                           |     |
| 4                                        | 44                              | Albert Windsor                           | 2007. szeptember 22. (17 éves)                       |     |
| 4                                        | 45                              | Leopold Windsor                          | 2009. szeptember 8. (15 éves)                        |     |
| 4                                        | 46                              | Louis Windsor                            | 2014. május 27. (11 éves)                            |     |
| 3                                        | 47                              | Helen Taylor                             | 1964. április 28. (61 éves)                          |     |
| 4                                        | 48                              | Columbus Taylor                          | 1994. augusztus 6. (30 éves)                         |     |
| 4                                        | 49                              | Cassius Taylor                           | 1996. december 26. (28 éves)                         |     |
| 4                                        | 50                              | Eloise Taylor                            | 2003. március 2. (22 éves)                           |     |
| 4                                        | 51                              | Estella Taylor                           | 2004. december 21. (20 éves)                         |     |
| 2                                        | 52                              | Mihály kenti herceg                      | 1942. július 4. (82 éves)                            |     |
| 3                                        | 53                              | Lord Frederick Windsor                   | 1979. április 6. (46 éves)                           |     |
| 4                                        | 54                              | Maud Windsor                             | 2013. június 15. (11 éves)                           |     |
| 4                                        | 55                              | Isabella Windsor                         | 2016. január 16. (9 éves)                            |     |
| 3                                        | 56                              | Lady Gabriella Kingston                  | 1981. április 23. (44 éves)                          |     |
| 2                                        | 57                              | Alexandra (Ogilvy) brit királyi hercegnő | 1936. december 25. (88 éves)                         |     |
| 3                                        | 58                              | James Ogilvy                             | 1964. február 29. (61 éves)                          |     |
| 4                                        | 59                              | Alexander Ogilvy                         | 1996. november 12. (28 éves)                         |     |
| 4                                        | 60                              | Flora Ogilvy                             | 1994. december 15. (30 éves)                         |     |
| 3                                        | 61                              | Marina Ogilvy                            | 1966. július 31. (58 éves)                           |     |
| 4                                        | 62                              | Christian Mowatt                         | 1993. június 4. (31 éves)                            |     |
| 4                                        | 63                              | Zenouska Mowatt                          | 1990. május 26. (35 éves)                            |     |

## A Windsor-házi uralkodók listája
| Portré | Név          | Uralkodás kezdete   | Uralkodás vége      | Kapcsolata elődjével                         |
| ------ | ------------ | ------------------- | ------------------- | -------------------------------------------- |
|        | V. György    | 1910. május 6.      | 1936. január 20.    | VII. Eduárd fia, a Windsor-ház megalapítója. |
|        | VIII. Eduárd | 1936. január 20.    | 1936. december 11.  | V. György legidősebb fia, lemondott          |
|        | VI. György   | 1936. december 11.  | 1952. február 6.    | V. György második fia, VIII. Eduárd öccse    |
|        | II. Erzsébet | 1952. február 6.    | 2022. szeptember 8. | VI. György legidősebb leánya                 |
|        | III. Károly  | 2022. szeptember 8. | jelenleg            | II. Erzsébet legidősebb fia                  |